# Anne Curry
Anne Elizabeth Curry (udgivet under navnet Anne Curry og A. E. Curry) (født 27. maj 1954) er en britisk historiker med ekspertise i middelalder

## Karriere
Som tidligere redaktør for Journal of Medieval History og ekspert i hundredeårskrigen blev Curry professor i middelalderhistorie på University of Southampton. Hun har været præsident for Historical Association fra 2008 til 2011. Hun var også næstformand for Royal Historical Society. Hun har også været dekan på Faculty of Humanities på University of Southampton.